# União dinástica
União dinástica é a união de vários Reinos, Estados, Domínios ou qualquer outro título de soberania, título nobiliáquico e soberania, sob um mesmo soberano ou governante por direito dinástico. Como consequência de tal tipo de união, os Reinos, Estados, Domínios ou títulos assim unidos não têm sido integrados ou fundidos, sina que a mesma pessoa possui a cada um deles em forma independente; e, pelo geral os domínios do título mantêm suas próprias instituições e legislação (particularismo).
É uma espécie de Federação com apenas dois Estados diferentes que são regidos pela mesma dinastia, enquanto que seus limites, suas leis e seus interesses permanecem distintos. ela difere de uma União pessoal, em que uma união pessoal está sob um monarca, mas não sob a dinastia.
Na maioria dos casos a união dinástica é também uma união pessoal. A união pertence a uma dinastía ou família, mas não é união política, sinão patrimonial. Os títulos ou domínios fazem parte do patrimônio da Casa Reinante. Uma situação bastante comum na Idade Média e o Antigo Regime foi: 

## Exemplos
- União do Reino da França e o Reino de Navarra

Na sequência de lei sálica,  Henrique III, rei de Navarra, um membro da Casa de Bourbon, sucedeu ao trono francês em 1589, após a extinção da linha masculina da Casa de Valois. Ambas as casas foram ramos da Dinastia Capetiana, a casa do governante do Reino da França desde 987.
- União do Reino de Aragão e Condado de Barcelona

Casamento da futura Rainha de Aragão Petronila de Aragão com o Conde de Barcelona Raimundo Berengário IV em 1137 que formaram o Coroa de Aragão. 
- União dinástica entre a Espanha (a União entre as Coroas de Castela e Aragão) e Portugal (1580-1640),[4]  geralmente chamado União Ibérica pelos historiadores modernos, sob a Dinastia Filipina.
- As diferentes conformações de reinos e coroas da Península Ibéria, posteriormente unificados na Monarquia Católica dos Reis Católicos (união matrimonial de Isabel -Coroa de Castela- e Fernando -Coroa de Aragão-, 1474-1516) e de seus sucessores os Habsburgos, incluindo o período da "União Ibérica" com o Reino de Portugal (1580-1640). A imposição do absolutismo bourbônico com Felipe V depois da Guerra de Sucessão Espanhola (1701-1715) costuma identificar-se como uma nova configuração da organização territorial do Reino de Espanha.
- Pactua Conventa entre Hungria e Croácia.
- União da Hungria e Boêmia (Reino da Hungria e Reino de Boêmia), desde 1419 com Segismundo de Luxemburgo, e posteriormente baixo os Habsburgo de Viena até 1918.
- A "União de Krewo" ou "União Polaco-Lituana" (1386), pelo casal do Grão-Duque Jogaila de Lituânia com a rainha Eduviges I de Polónia.[5] Manteve-se teoricamente até 1795.
- A "União de Kalmar" dos Reinos de Noruega, Suécia e Dinamarca (1397-1523).
- A união dinástica dos Reinos de Inglaterra, Escócia e Irlanda entre 1603-1649 e 1660-1707. Os diferentes textos denominados "Ata de União" (especialmente a de 1707 e a de 1801) significaram uniões políticas que superam o conceito de união dinástica, criando o Reino Unido.

## Veja-se também
- Forma de Estado
- Sistema de governo
- Forma de governo
- Corpo político